# Parlatoria vandae
Parlatoria vandae är en insektsart som beskrevs av Mckenzie 1960. Parlatoria vandae ingår i släktet Parlatoria och familjen pansarsköldlöss. Inga underarter finns listade i Catalogue of Life.